# Хумам Тарік
Хумам Тарік (араб. همام طارق, нар. 10 лютого 1996, Багдад) — іракський футболіст, півзахисник, нападник клубу «Естеглал» і національної збірної Іраку.
Чемпіон ОАЕ. Володар Кубка ОАЕ. Володар Суперкубка ОАЕ.

## Клубна кар'єра
Народився 10 лютого 1996 року в місті Багдад. Вихованець футбольної школи клубу «Аль-Кува». Дорослу футбольну кар'єру розпочав 2010 року в основній команді того ж клубу, в якій провів три сезони.
Згодом з 2014 по 2015 рік грав у складі команд клубів «Аль-Аглі» (Дубай) та «Аль-Дхафра».
Своєю грою за останню команду знову привернув увагу представників тренерського штабу клубу «Аль-Кува», до складу якого повернувся 2015 року. Цього разу відіграв за багдадську команду наступні три сезони своєї ігрової кар'єри.
До складу клубу «Естеглал» приєднався 2018 року.

## Виступи за збірні
У 2012 році дебютував у складі юнацької збірної Іраку, взяв участь у 9 іграх на юнацькому рівні.
З 2013 року залучався до складу молодіжної збірної Іраку. На молодіжному рівні зіграв у 22 офіційних матчах, забив 7 голів.
У 2012 році дебютував в офіційних матчах у складі національної збірної Іраку.
У складі збірної був учасником кубка Азії з футболу 2015 року в Австралії, кубка Азії з футболу 2019 року в ОАЕ.
У 2016 році захищав кольори олімпійської збірної Іраку. У складі цієї команди провів 3 матчі. У складі збірної — учасник футбольного турніру на Олімпійських іграх 2016 року у Ріо-де-Жанейро.
| Дата       | Місто    | Господарі | Результат | Гості   | Турнір                     | Голи | Примітки |
| ---------- | -------- | --------- | --------- | ------- | -------------------------- | ---- | -------- |
| 08-01-2019 | Абу-Дабі | Ірак      | 3 – 2     | В'єтнам | Кубок Азії 2019 - 1-й етап | 1    | 58'      |
| Усього     |          | Матчів    | 1         |         | Голів                      | 1    |          |

## Титули і досягнення
- Чемпіон ОАЕ (1):

«Аль-Аглі» (Манама): 2013-14
- Володар Кубка ліги ОАЕ (1):

«Аль-Аглі» (Манама): 2013-14
- Володар Суперкубка ОАЕ (1):

«Аль-Аглі» (Манама): 2014
- Володар Кубка Іраку (2):

«Аль-Кува Аль-Джавія»: 2015-16, 2020-21
- Чемпіон Іраку (2):

«Аль-Кува Аль-Джавія»: 2016-17, 2020-21
- Володар Кубка АФК (2):

«Аль-Кува Аль-Джавія»: 2016, 2017
Збірні
- Чемпіон Азії (U-22): 2013
- Бронзовий призер Азійських ігор: 2014